# فواره

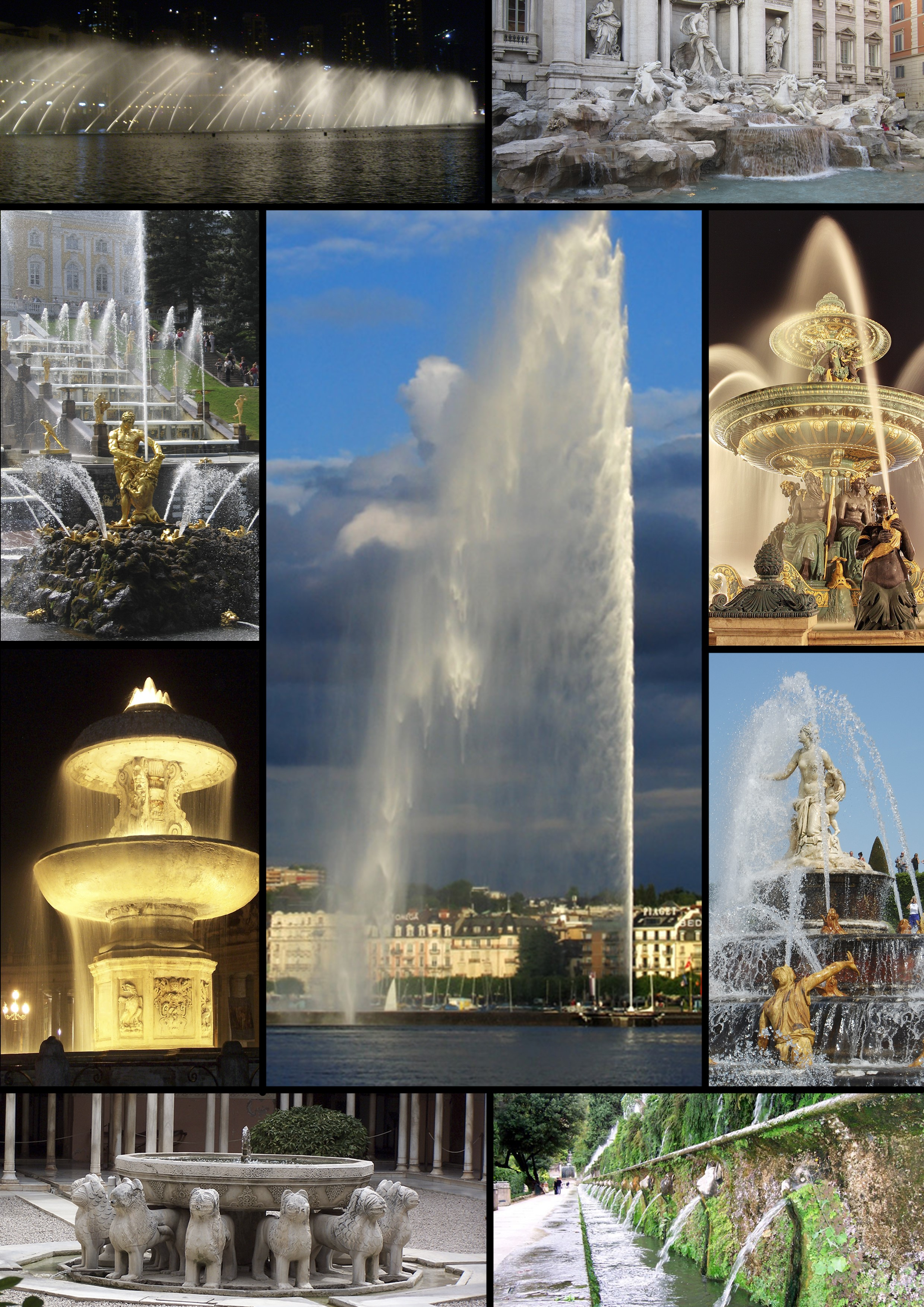
(مرکز) جت فواره دوو، (ژنو، سوئیس) در جهت عقربه‌های ساعت از بالا سمت راست:
(۱) فونتانا دی تروی (رم)
(۲) میدان کنکورد (پاریس)
(۳) فواره در باغ ورسای (ورسای)
(۴)) صد فواره، ویلا d'Este (تیوولی، ایتالیا)
(۵) Fuente de los Leones، (الحمرا، گرانادا)
(۶) فواره در میدان سنت پیتر (رم)
(۷) سامسون و فواره شیر (پترهوف)، سنت پترزبورگ، روسیه)
(۸) فواره دبی (دبی)

فواره (به انگلیسی: Fountain) به معنای منبع یا چشمه، مخزن تزئینی است که برای تخلیه آب استفاده می‌شود. همچنین ساختاری است که آب را برای یک جلوه تزئینی یا چشمگیر به هوا پرتاب می‌کند.
فواره‌ها در اصل صرفاً کاربردی بودند و به چشمه‌ها یا قناتها متصل بودند و برای تأمین آب آشامیدنی و آب برای استحمام و شستشوی ساکنان شهرها و روستاها استفاده می‌شدند. تا پایان قرن نوزدهم، بیشتر فواره‌ها با نیروی گرانش کار می‌کردند و به منبع آب بالاتر از فواره، مانند مخزن یا قنات نیاز داشتند تا جریان آب یا جت به هوا برود.
علاوه بر تأمین آب آشامیدنی، از فواره‌ها برای تزئین و تجلیل از سازندگان آن استفاده می‌شد. فواره‌های رومی با نقاب برنزی یا سنگی جانوران یا قهرمانان تزئین شده بودند. در قرون وسطی، طراحان باغ موری و مسلمان از فواره‌ها برای ساختن نسخه‌های مینیاتوری باغ‌های بهشتی استفاده می‌کردند. لوئی چهاردهم پادشاه فرانسه از فواره‌های باغ ورسای برای نشان دادن قدرت خود بر طبیعت استفاده کرد. فواره‌های تزئینی باروک رم در قرن‌های ۱۷ و ۱۸ نقطه ورود قنات‌های بازسازی‌شده رومی را نشان می‌داد و پاپ‌هایی را که آنها را ساخته بودند تجلیل می‌کرد.
امروزه از فواره‌ها برای تزئین پارک‌ها و میدان‌های شهر استفاده می‌شود. احترام گذاشتن به افراد یا رویدادها؛ برای تفریح و سرگرمی یک پد آب‌پاش یا استخر اسپری به ساکنان شهر اجازه می‌دهد تا در تابستان وارد شوند، خیس شوند و خنک شوند. این فواره موزیکال فواره‌های متحرک آبی، نورهای رنگی و موسیقی ضبط‌شده را که توسط کامپیوتر کنترل می‌شود، برای جلوه‌های رؤیای ترکیب می‌کند. فواره‌ها نیز می‌توانند ابزار موسیقی باشند که با بستن یک یا چند جت آب آنها نواخته می‌شود. فواره‌های آشامیدنی، آب آشامیدنی تمیزی را در ساختمان‌های عمومی، پارک‌ها و فضاهای عمومی فراهم می‌کنند.

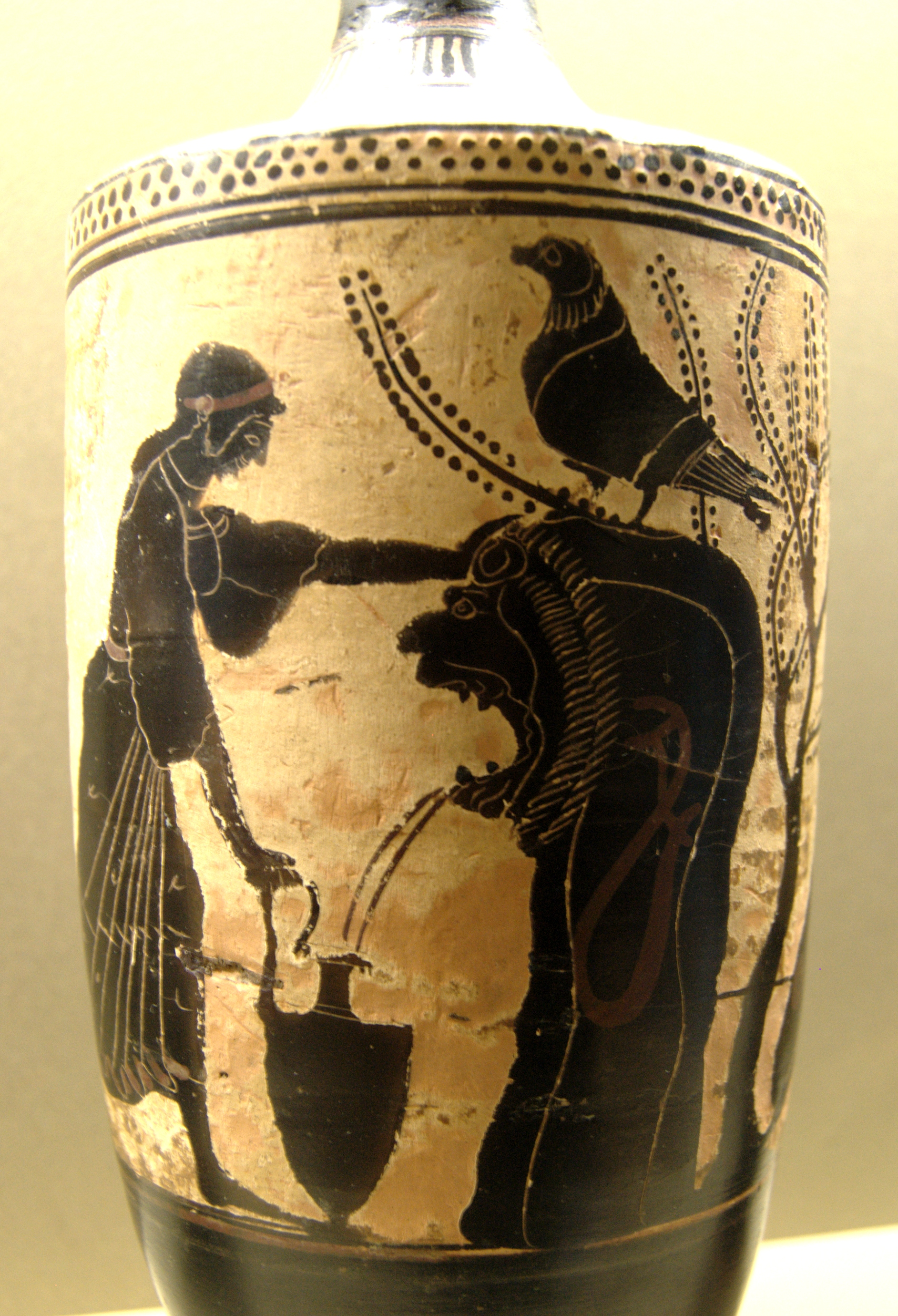
گلدان یونانی آتیک از جنوب ایتالیا، حدود ۴۸۰ پیش از میلاد

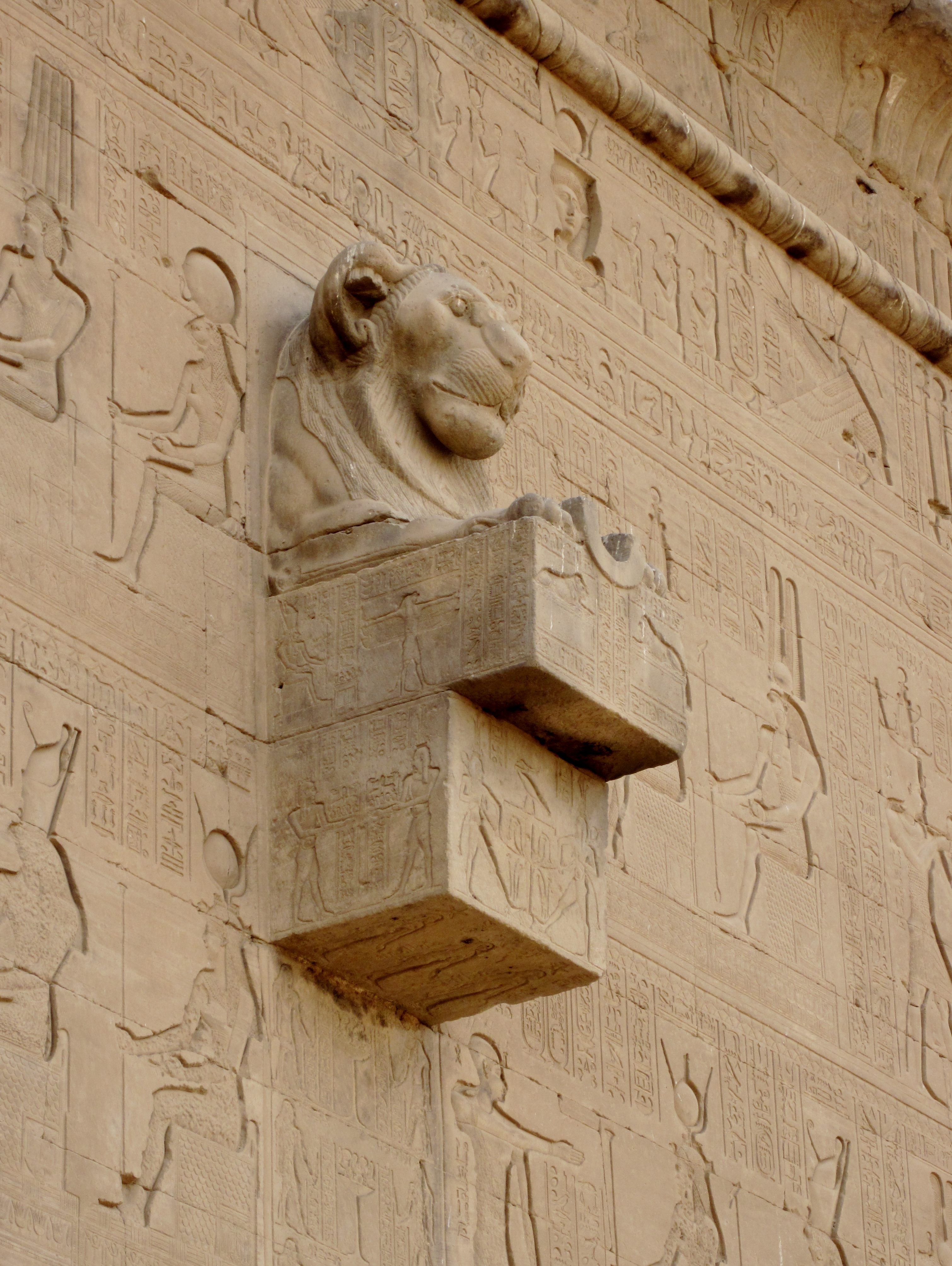
یک فواره مصری در معبد دندرا

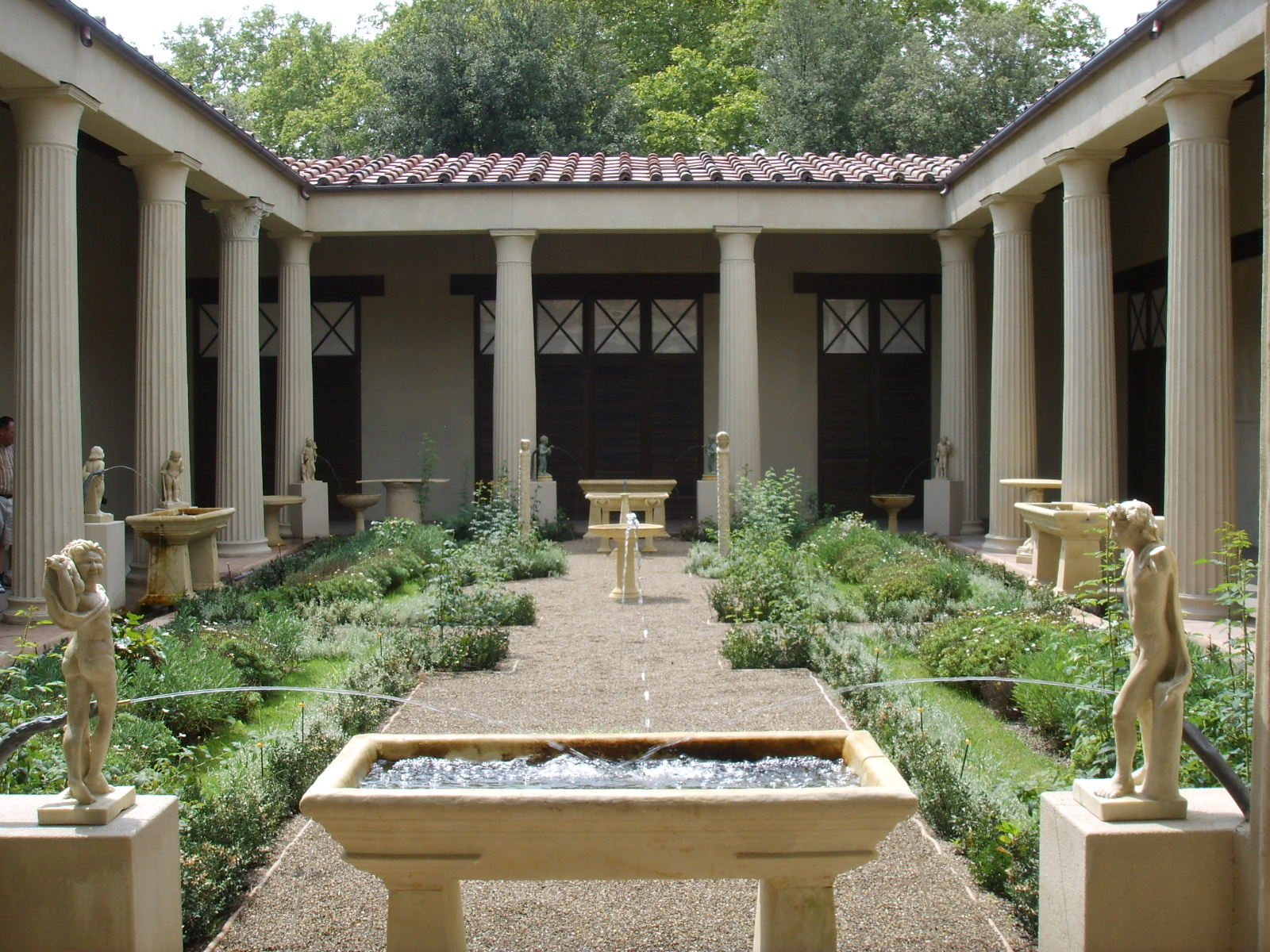
بازسازی یک فواره در حیاط رومی در پمپئی (قرن اول پس از میلاد)

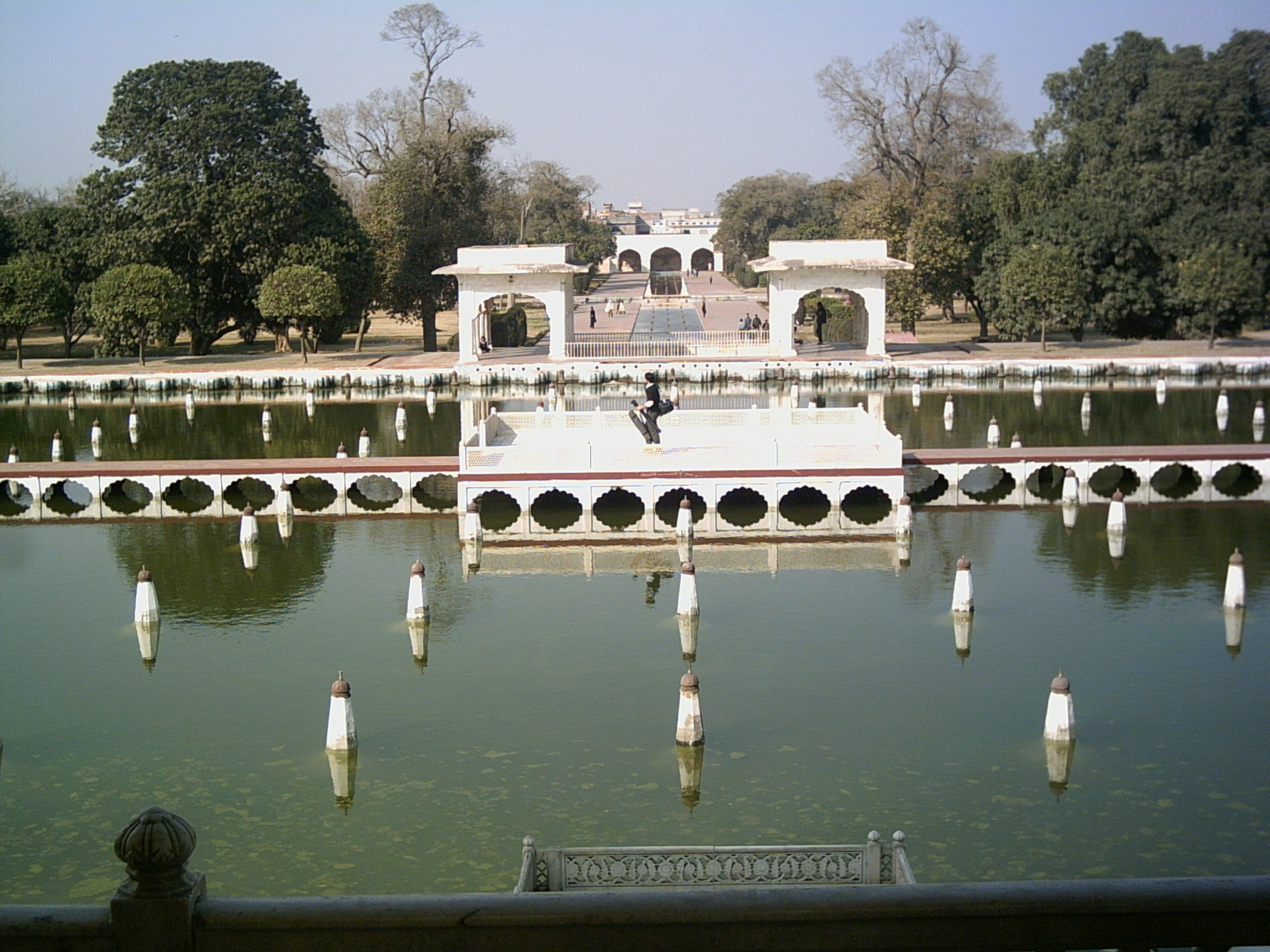
باغ‌های شالیمار در لاهور، پاکستان (۱۶۴۱)

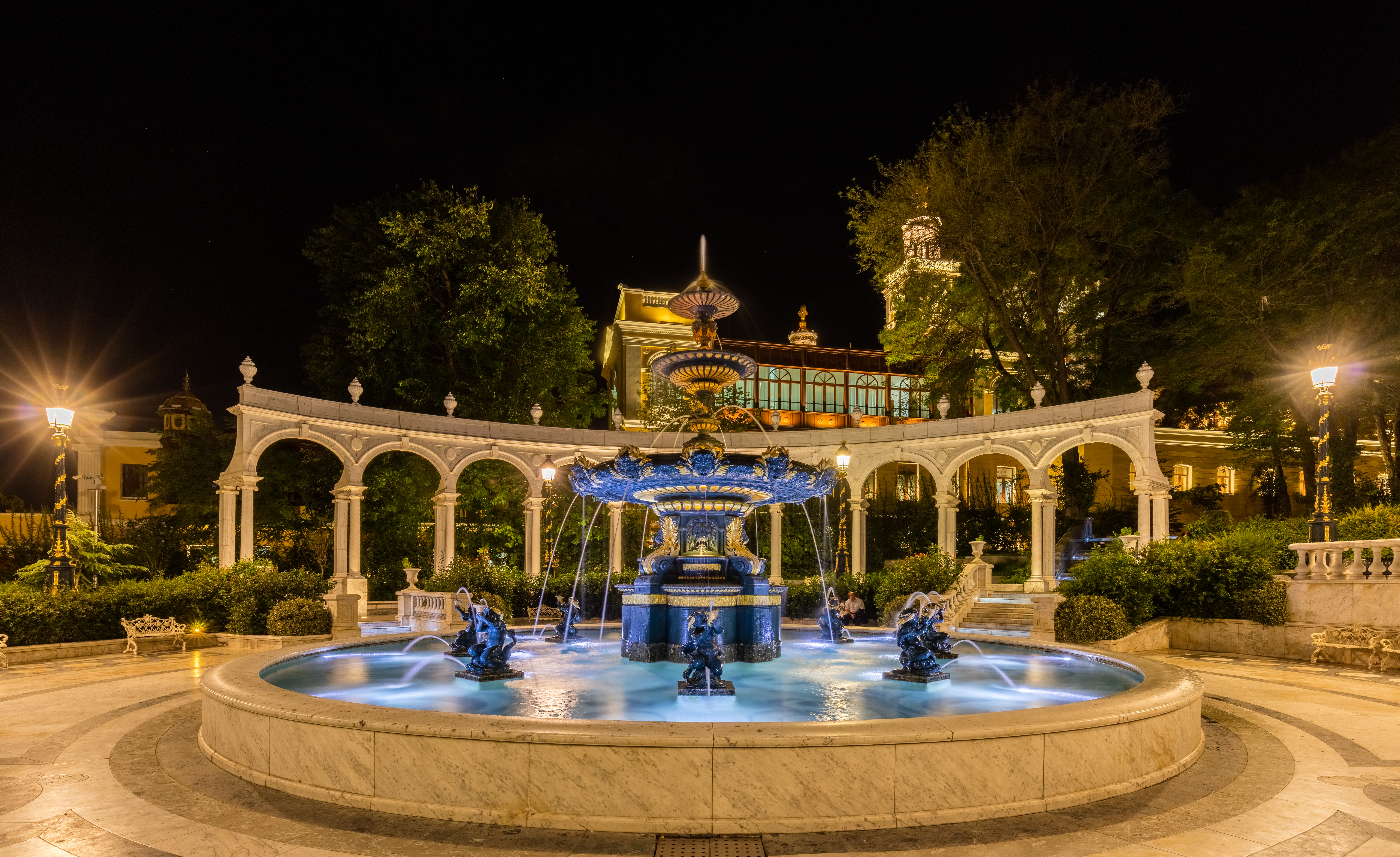
فواره در باکو، آذربایجان

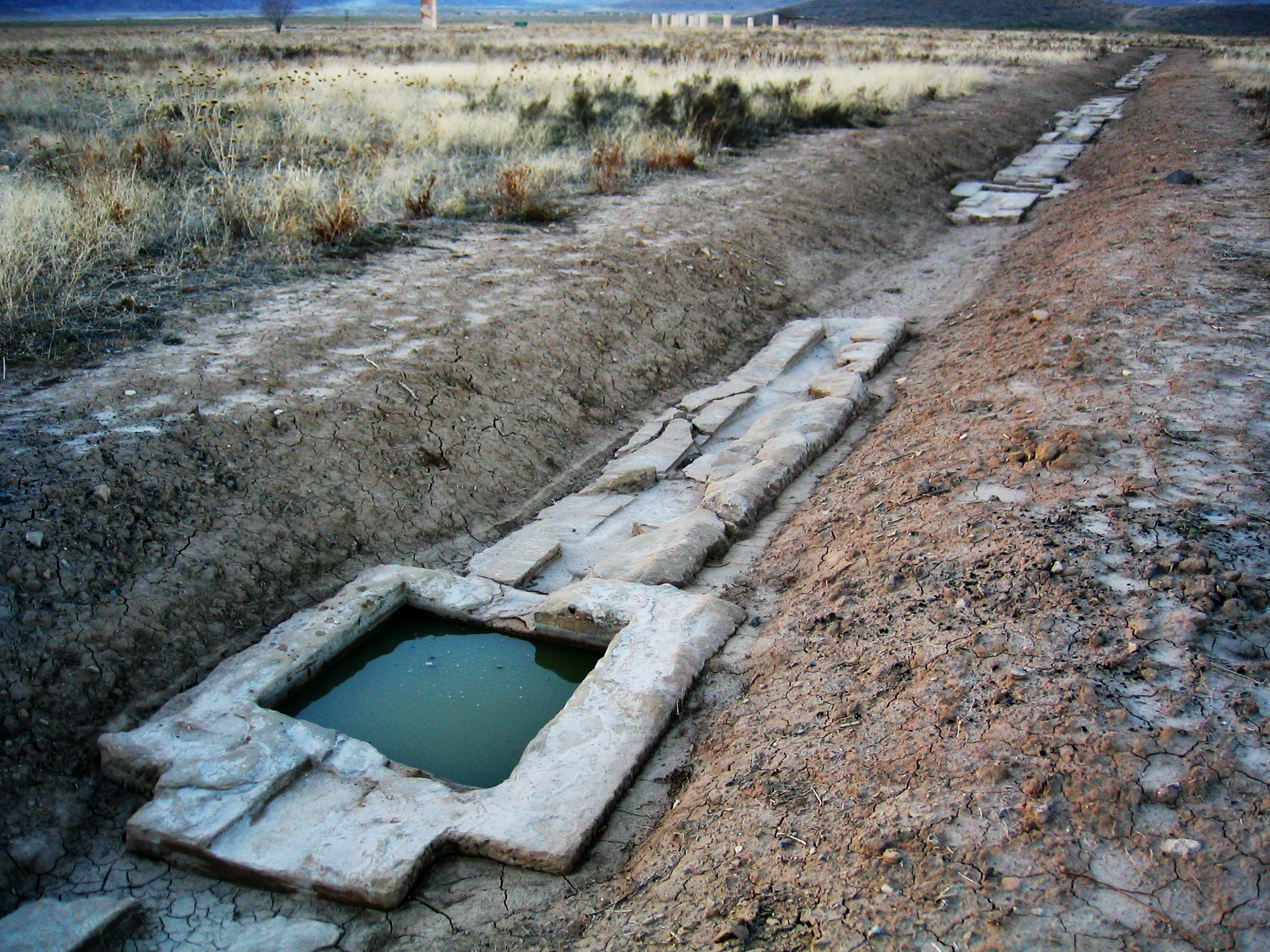
باغ ایرانی پاسارگاد

اندکی پس از گسترش اسلام، عرب‌ها باغ‌های معروف اسلامی را در شهر خود قرار دادند. باغ‌های اسلامی پس از قرن هفتم به‌طور سنتی توسط دیوارها محصور شده و برای نشان دادن بهشت طراحی شده‌اند. باغ‌های بهشتی به شکل صلیبی با چهار کانال نشان‌دهنده رودخانه‌های بهشتی، چهار بخش جهان را تقسیم می‌کردند. گاهی آب از چشمه‌ای در مرکز صلیب فوران می‌کند که نمایانگر چشمه یا چشمه سلسبیل است که در قرآن به عنوان منبع نهرهای بهشتی توصیف شده‌است.
در قرن نهم، برادران بانو موسی، سه نفر از مخترعان ایرانی، توسط خلیفه بغداد مأمور شدند تا دانش مهندسی جهان یونان و روم باستان را خلاصه کنند. آنها کتابی با عنوان کتاب الحیل (ابزارهای مبتکرانه) نوشتند که در آن آثار مهندس قهرمان یونانی قرن اول اسکندریه و دیگر مهندسان و همچنین بسیاری از اختراع‌های خود را شرح می‌داد. آنها فواره‌هایی را که آب را به شکل‌های مختلف تشکیل می‌دادند و یک پمپ آب با نیروی باد توصیف کردند، اما مشخص نیست که آیا هیچ‌یک از فواره‌های آنها واقعاً ساخته شده‌است یا خیر.
فرمانروایان ایرانی در قرون وسطی در کاخ‌ها و باغ‌های خود سیستم‌های پخش آب و فواره‌های پیچیده‌ای داشتند. آب توسط لوله‌ای از منبعی در ارتفاع بالاتر به داخل کاخ منتقل می‌شد. پس از ورود به قصر یا باغ، از سوراخ کوچکی در سنگ مرمر یا زیورآلات سنگی بیرون آمد و در حوض یا کانال‌های باغ ریخته شد. باغ‌های پاسارگاد دارای سیستم کانال‌هایی بودند که از حوض به حوض می‌ریختند و هم باغ را سیراب می‌کردند و هم صدای دلنشینی ایجاد می‌کرد. مهندسان ایرانی همچنین از اصل سیفون (که در فارسی شترگلو نامیده می‌شود، به معنای واقعی کلمه گردن شتر) برای ایجاد فواره‌هایی استفاده کردند که آب را فوران می‌کرد یا آن را شبیه چشمه جوشان می‌کرد. باغ فین در نزدیکی کاشان از ۱۷۱ دهانه متصل به لوله‌ها برای ایجاد فواره‌ای به نام حوض جوشان استفاده می‌کرد.
ازرقی شاعر ایرانی قرن یازدهم یک چشمه ایرانی را چنین توصیف کرده‌است:
از یک شیر آب شگفت‌انگیز طلا موجی می‌ریزد
که وضوحش از روح پاک‌تر است.
فیروزه و نقره نوارهایی را در حوض تشکیل می‌دهند
که از این شیر طلا می‌آید . . .
حرکت رفت و برگشتی برای نخستین بار در سال ۱۲۰۶ توسط مهندس و مخترع عراقی بدیع‌الزمان الجزری توصیف شد، زمانی که پادشاهان سلسله ارتوقی در ترکیه به او دستور ساخت دستگاهی برای جمع‌آوری آب برای کاخ‌های خود دادند. بهترین نتیجه ماشینی به نام پمپ پیستونی رفت و برگشتی دو اثره بود که حرکت چرخشی را از طریق مکانیسم میل‌لنگ - میله اتصال به حرکت رفت و برگشتی تبدیل کرد.

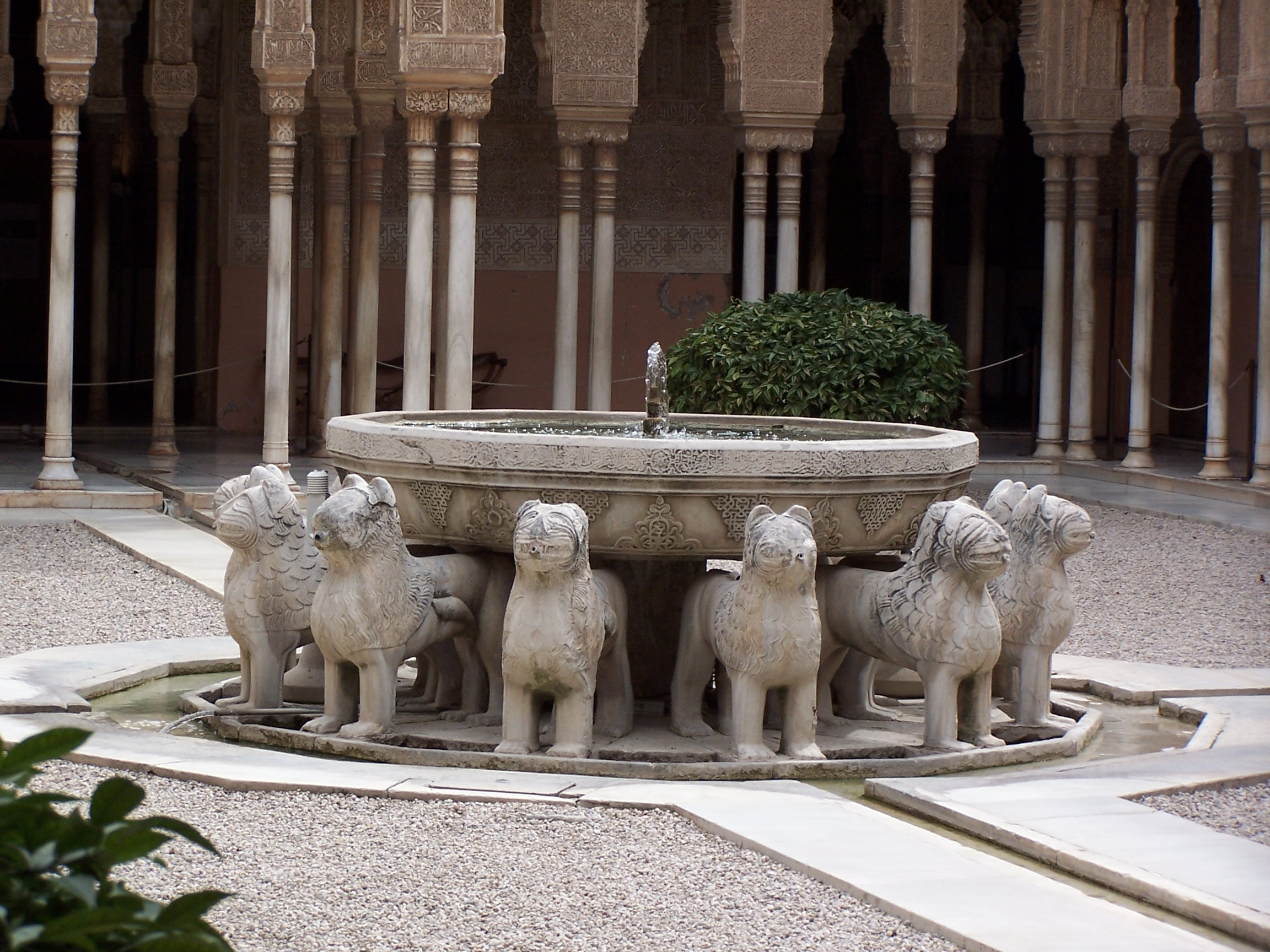
چشمه دادگاه شیرها در الحمرا (قرن چهاردهم)

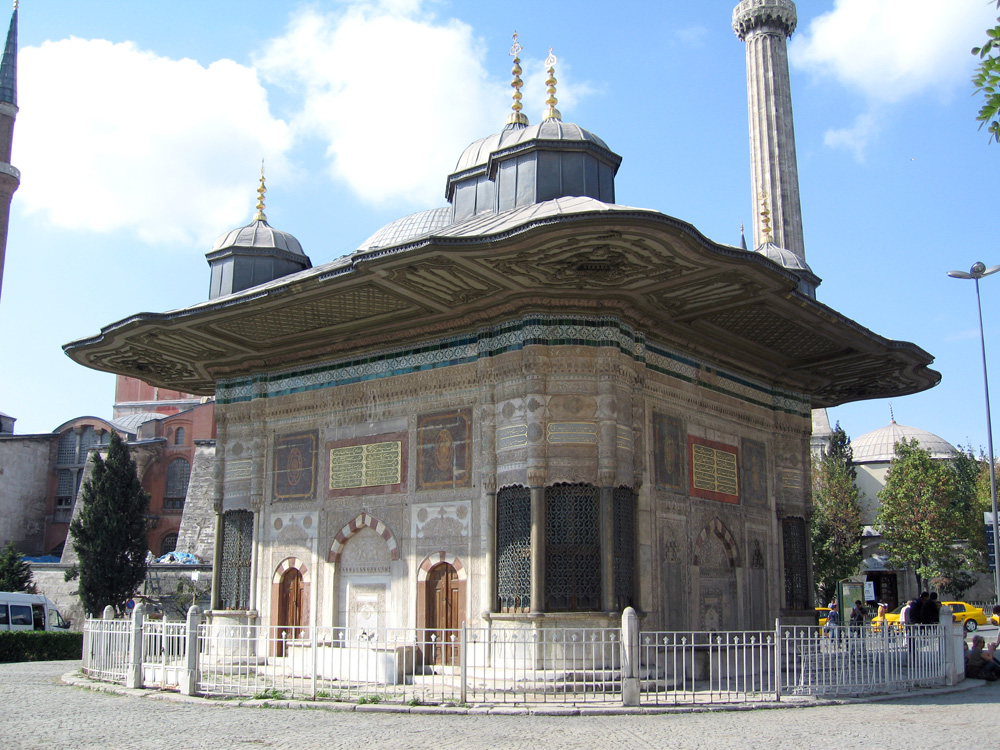
فواره احمد سوم در کنار کاخ توپکاپی در استانبول ترکیه

طراحی باغ اسلامی در سراسر جهان اسلام، از اسپانیا موری تا امپراتوری مغول در شبه قاره هند گسترش یافت. باغ‌های شالیمار که توسط امپراتور شاه جهان در سال ۱۶۴۱ ساخته شد، گفته می‌شود که با ۴۱۰ فواره تزئین شده‌است که به یک حوض بزرگ، کانال و حوضچه‌های مرمری می‌خورد.